# Sydenham Hill Wood
Sydenham Hill Wood ist ein neun  Hektar großes Naturschutzgebiet in Greater London. Es befindet sich auf dem Claygate Ridge, der sich zwischen Deptford, Streatham und Selhurst im London Borough of Southwark erstreckt. Zusammen mit dem angrenzenden Dulwich Wood bildet Sydenham Hill Wood den größten noch erhaltenen Bereich des ehemaligen Great North Wood, der sich einst von Deptford bis nach Selhurst erstreckte. Die beiden Wälder wurden durch den Umzug des Crystal Palace im Jahr 1854 und den Bau der Bahnstrecke, die zu dessen Anbindung von 1862 bis 1865 gebaut wurde, getrennt.
Das Gelände ist an den London Borough of Southwark verpachtet, der den London Wildlife Trust zur Verwaltung des Naturschutzgebietes ausgewählt hat. Dieser übernahm die Verwaltung im Jahr 1982 und konnte, mit der tatkräftigen Unterstützung der Bevölkerung, ein wertvolles Reservat für wildlebende Tiere und eine friedliche Oase in der geschäftigen Metropole London erhalten.
1997 wurde der Sydenham Hill Wood mit dem UK-MAB Urban Wildlife Award for Excellence ausgezeichnet.

## Geschichte
Die Cox’s Walk genannte Eichenallee, die an der Kreuzung von Dulwich Common und Lordship Lane beginnt, wurde in den 1740er Jahren von Francis Cox gebaut, um sein Lokal Green Man Tavern und Dulwich Wells mit dem bekannteren Sydenham Wells Park zu verbinden. Als der Dichter Thomas Campbell von 1805 bis 1822 in Sydenham lebte, hat er seinen Freund Dr. Glennie, der auf dem Gelände der Gaststätte eine Schule betrieb, in Dulwich Grove besucht.

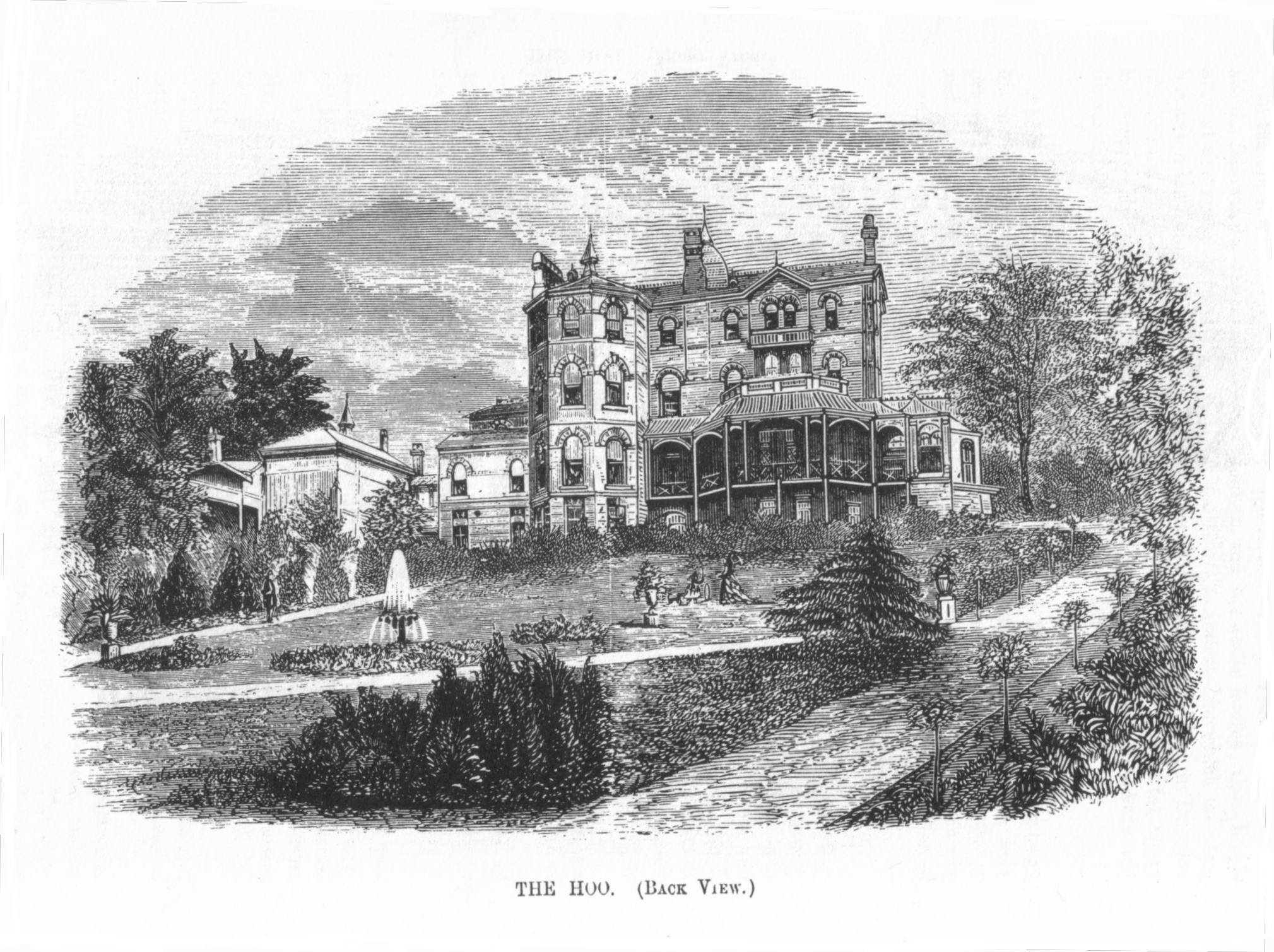
Rückansicht von The Hoo

Nach dem Umzug des Crystal Palace im Jahr 1854 bot der Verwalter des Dulwich-Anwesens, dessen Aufgabe es war, die Ländereien des Anwesens zur Finanzierung des Colleges zu verwerten, Grundstücke an der Straße Sydenham Hill zur Pacht an. Auf diesen wurden einige sehr große Häuser gebaut. Zwischen der Crescent Wood Road und Cox's Walk waren es 7 Häuser. Eines der größten war "The Hoo", es stand fast genau gegenüber dem heutigen Haus 36 Sydenham Hill. In einigen Gartenbau-Publikationen von George William Johnson aus den 1880er Jahren werden die Besitzer von "The Hoo", Richard Thornton und seine Frau, sowie die Gärtner Ratty und Barrell erwähnt.

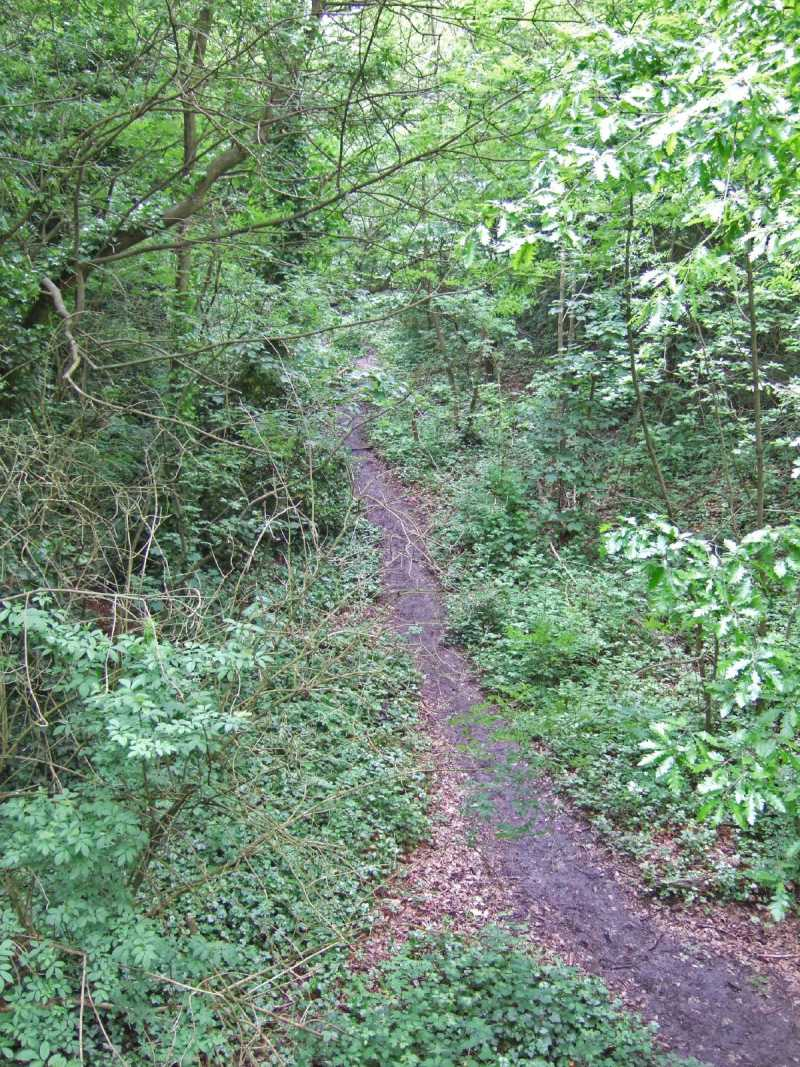
Ein Blick auf die einstige Trasse von der Fußgängerbrücke.

Es ist immer noch unbekannt, wer das Folly gebaut hat, dessen Standort im ursprünglichen Garten von Beechgrove, 111 Sydenham Hill, gewesen sein soll. Die eingeritzten Linien, die Mauerwerk simulierten, ähnelten sehr denen an der Brücke im Garten des Buckingham Palace. Der Pulham-Katalog gibt an, dass das Unternehmen „James Pulham and Son“ in den 1870er Jahren viel in dem Gebiet von Sydenham und Dulwich gearbeitet hat. In den Außenanlagen vor dem Kingswood House, weniger als 1,5 km von dort entfernte, befinden sich die Überreste von Bauwerken aus Pulhamite, einem künstlichen Sandstein.

Der Blick in Richtung Lordship Lane Station, von Camille Pissarro im Jahr 1871 gemalt.

Im Jahr 1862 begann die London, Chatham and Dover Railway mit dem Bau des Crystal Palace and South London Junction Railway zum Anschluss des Crystal Palace. Die Strecke führte von Nunhead durch den Sydenham Hill Wood, durch das Gelände des Dulwich College und zwei Tunnel und endete westlich des Crystal Palace. Sie öffnete am 1. August 1865 mit einem Bahnhof, der gotischen Endstation “Crystal Palace (High Level)” von Baumeister Charles Barry, aber weiter Stationen folgten bald  mit der Lordship Lane Railway Station am 1. September, der Honor Oak Railway Station am 1. Dezember und der Nunhead Railway Station am 18. September 1871. Die Upper Sydenham Railway Station wurde am 1. August 1884 eröffnet.

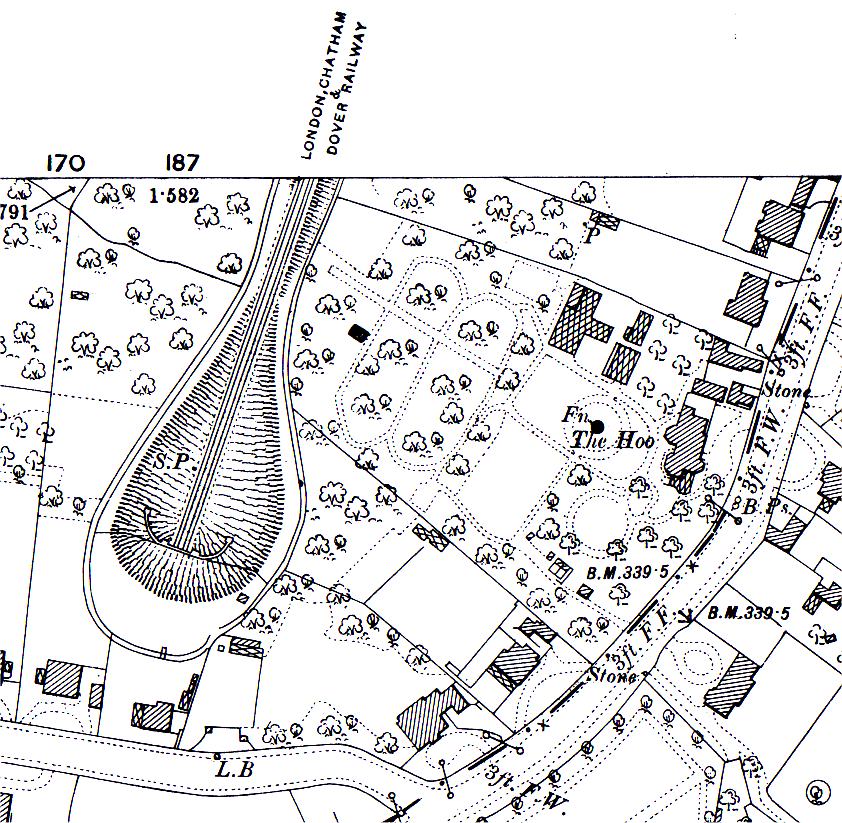
Ein Ausschnitt der Ordnance-Survey-Karte von Upper Sydenham aus dem Jahr 1894 zeigt einige der Gebäude und Gartenwege am südöstlichen Rand des Waldes.

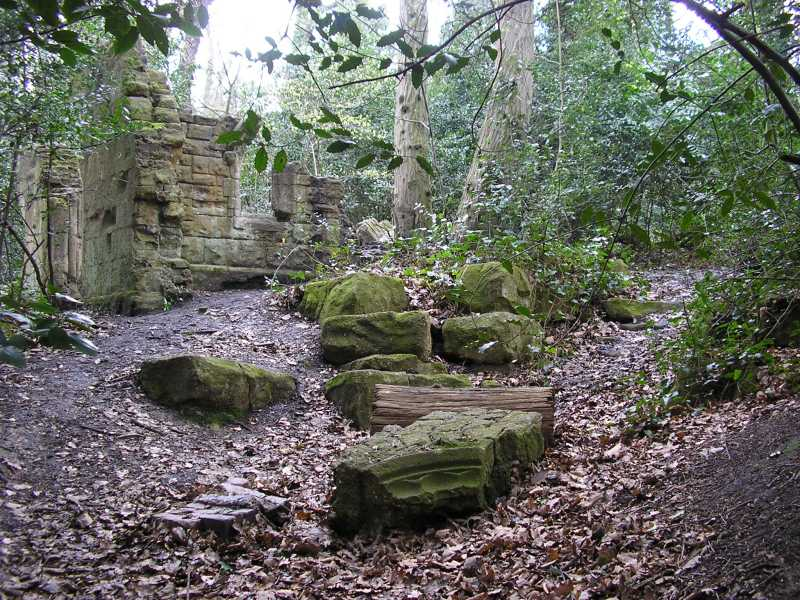
Das Folly, ein Steingarten die Reste eines Zierbaches

1871 malte Camille Pissarro den Blick von der Brücke des Cox's Walk auf die Bahnstrecke Richtung Lordship Lane. Das Bild der Dampf ausstoßende Lokomotive verkörpert den Optimismus des Zeitalters der Industrialisierung. Im Jahr 1908 wurde die Fußgängerbrücke aus Teak und Eisen, im gleichen Stil wie das Original, neugebaut.
Die Geschicke der Eisenbahn hingen vom Crystal Palace ab und sie ließen stark nach, nachdem dieser 1936 abbrannte. Die Bahn schloss während des Krieges und die Neueröffnung in der Nachkriegszeit war erfolglos, da die Crystal Palace High Level-Station in einem schlechten Zustand war. Diel letzte Bahn fuhr 1954. Die Schienen wurden 1956 entfernt und 1961 wurde der Endbahnhof abgerissen.
In den 1950er und frühen 1960er Jahren befanden sich in den Fenstern des Folly noch Reste der Glasmalereien, in der Nähe floss ein künstlicher Bach den Berg hinab. Im Wald befanden sich Gewächshäuser und Umtopfschuppen. In einem dieser Schuppen standen noch Tonblumentöpfe in allen Größen so, wie der Gärtner sie aufgestellt hatte. Die Gewächshäuser waren von Kesselhäusern und Heizsystemen mit großen Warmwasserleitungen umgeben.
In den 80er Jahren wurde das alte Waldgebiet zum Objekt der Begierde von Bauträgern. Professor Gordon MacGregor Reid (Präsident Linnean Society of London von 2003 bis 2006), der zu der Zeit im Horniman Museum arbeitete, organisierte das Sydenham Hill Wood Committee des London Wildlife Trust, um dagegen zu kämpfen. Zu dieser Zeit wurde auch in der Zeitschrift Private Eye über dieses Thema geschrieben. Im Jahr 1988 gab es noch viele wilde Rhododendronsträucher, eine einzelne Araucaria araucana, die Überreste eines künstlichen Wasserbeckens, Fragmente der Pulhamite-Ornamente und das Folly.
Die Gleise wurden an einigen Stellen überbaut, andere Bereiche wurden renaturiert. Ein Teil der Strecke zwischen Horniman Museum und den Gärten ist jetzt ein 'Railway Nature Trail', der vom Trust for Urban Ecology für das Museum gepflegt wird. Im Sydenham Hill Wood kann man dem Weg von der Fußgängerbrücke über den Cox's Walk bis zum Eingang des Crescent Wood Tunnels folgen. Der Ausgang des Tunnels befindet sich in der nördlichen Ecke des Wells Park.
Im Westen und parallel mit der Trasse fließt der kleine Bach Ambrook, ein Nebenfluss des River Effra durch den Wald, der im benachbarten Dulwich Wood einen Teich speist. Von dort fließt er über einen Golfplatz, dann entlang Cox's Walk, unter Dulwich Common hindurch und dann in einen See im Dulwich Park. Bei starkem Regen tritt der Bach aus den Rohren unter der Stadt aus und fließt auf dem Frank Dixon Way um den Park.

## Flora und Fauna
Die einzigartige Mischung von altem Waldbestand, den Überresten von viktorianischen Gärten und neu angepflanzten Wäldern ist eine der Central-London nächstliegenden alten Waldgebiete und ist die Heimat von über 200 Arten von Bäumen und blühenden Pflanzen. Eine Vielzahl von Pilzen, seltenen Insekten, Vögeln und Säugetieren haben ebenso ihre Heimat im Wald.
Der Wald besteht überwiegend aus Traubeneichen und Hainbuchen, es gibt aber auch eine große Anzahl von anderen Baum- und Straucharten, inklusive zahlreicher exotischer Pflanzen. Diese wurden gepflanzt, als das Waldgebiet Teile großer Gärten enthielt. Die Flora weist zahlreiche Indikatoren für einen alteingesessenen Wald auf: Buschwindröschen, Maiglöckchen und Haar-Hainsimse. Die beiden Letztgenannten sind selten in London. Alle drei britischen Spechte brüten, zusammen mit Kleiber, Waldbaumläufer, Waldkauz und Sperber. Kernbeißer werden gelegentlich wahrgenommen und brüten anscheinend auch. Die Fauna umfasst zahlreiche Wirbellose, beispielsweise Blaue Eichen-Zipfelfalter und mehrere national seltene Bienen und Wespen. Außerdem gibt es 174 Pilzarten und Moose, hierunter auch das Mnium punctatum, das sonst in ganz London fehlt.
Da es nur einen kleinen Teich im Sydenham Hill Wood gibt, der im Sommer zum Austrocknen neigt, findet man normalerweise keine Frösche und Kröten.
In dem Wald leben auch Fledermäuse, und zwar die Zwergfledermaus, die Mückenfledermaus, der Große Abendsegler, dessen Population landesweit abnimmt, und mindestens eine Art der Mausohren und des Braunes Langohrs, das nirgends sonst in Southwark registriert wurde.